# Pini Gershon
Pinhas Jair „Pini“ Gershon (hebräisch פנחס יאיר 'פיני' גרשון; * 13. November 1951 in Tel Aviv, Israel) ist ein israelischer Basketballtrainer. Zuletzt war er bis 2010 Trainer beim israelischen Serienmeister Maccabi Tel Aviv und der bulgarischen Nationalmannschaft. Er gehört aufgrund seiner zahlreichen nationalen und internationalen Erfolgen zu den erfolgreichsten Basketballtrainern Europas.

## Basketballspieler
Mit 19 Jahren begann Gershon für Maccabi Darom Tel Aviv, der Schwestermannschaft von Maccabi Tel Aviv zu spielen. Er galt als vielversprechendes Talent und wurde schnell zum Star im Reserveteam. Nach kurzer Zeit gelang ihm der Sprung in die Profimannschaft von Maccabi Darom. 1974 musste er jedoch seine Karriere aufgrund einer schweren Verletzung beenden.

## Basketballtrainer
Nach seiner kurzen Karriere als Spieler, begann er als Basketballtrainer zu arbeiten. Einen Trainerposten hatte er bei Maccabi Rishon Lezion, Hapoel Galil Elyon, Hapoel Gan Shmuel, Hapoel Tel Aviv und Hapoel Jerusalem inne.
1993 gelang ihm ein im israelischen Basketball seltenes Kunststück: Er stieß Maccabi Tel Aviv vom Basketball-Thron und wurde mit Hapoel Galil Elyon israelischer Basketballmeister. Seit der Saison 1968/1969 gelang es keinem Team, Maccabi Tel Aviv als Langzeitmeister abzulösen.
1996 führte er das Team von Hapoel Jerusalem zum Gewinn des Pokals. Nicht zuletzt Gershons Entscheidungen im Endspiel gegen Maccabi Tel Aviv führten zum umjubelten Sieg.
Nach diesen Erfolgen wurde Maccabi Tel Aviv auf Gershon aufmerksam und engagierte ihn. Bis zu seinem ersten Auslandsengagement bei Olympiakos Piräus vergingen 8 Jahre, in denen Gershon mit Maccabi Tel Aviv große Erfolge feierte. Er gewann nicht nur jede Saison die nationale Meisterschaft, sondern konnte 2001, 2004 und 2005 den höchsten europäischen Wettbewerb, die EuroLeague, gewinnen. Zuvor gewann er 2001 den einmalig ausgetragenen Wettbewerb, die Suproleague.
Am 29. Juni 2006 unterschrieb Gershon einen Vertrag beim griechischen Klub Olympiakos Piräus. Gershon ist es nicht gelungen größere Erfolge mit Olympiakos zu feiern und so wurde er im Februar 2008 nach einer schlechten Vorrunde entlassen.
Schon während seiner Amtszeit in Griechenland nahm er das Amt des bulgarischen Nationaltrainers an. Er führte das bulgarische Nationalteam sensationell in die Vorrunde des Eurobasket 2009.
Im Dezember 2008 kehrte Pini Gershon zu dem Verein zurück, mit dem er die meisten Erfolge feiern konnte – Maccabi Tel Aviv. Er löste den erfolglosen Effi Birenboim als Trainer ab. Die hohen Erwartungen konnte Gershon nicht erfüllen, so wurde er nach einer erfolgreichen Saison 2009/2010 durch den seinen ehemaligen Assistenten bei Galil Elyon und Maccabi Tel Aviv, den amerikanisch-israelische Trainer David Blatt, ersetzt.

## Erfolge
- Europäische Titel: 2001 (Suproleague), 2004 EuroLeague und 2005 EuroLeague
- Israelische Meisterschaft: 1991 (mit Hapoel Galil Elyon), 1998–2006, 2009 (mit Maccabi Tel Aviv)
- Israelischer Pokal: 1996 (mit Hapoel Jerusalem), 1998–2006 (mit Maccabi Tel Aviv)